# إعادة التدوير قبل الاستهلاك
تتم إعادة التدوير قبل الاستهلاك عندما لا تصل مواد التصنيع إلى المستهلك ويعاد تدويرها بدلاً من ذلك. ويمكن فصل المواد المعاد تدويرها قبل الاستهلاك بغرض تصنيعها من جديد إلى مواد مماثلة أو مختلفة، أو بيعها «كما هي» إلى مشترٍ ثالث يستخدمها في منتجات جديدة يطرحها للمستهلك. وتعد صناعة الغزل والنسيج واحدة من أكبر الصناعات المساهمة في صناعة إعادة التدوير قبل الاستهلاك، حيث تقوم بإعادة تدوير الألياف والنسيج والقصاصات والملابس غير المبيعة «الجديدة» وتعرضها على طرف ثالث ليشتريها.
بوجه عام، يوجد نوعان من إعادة التدوير بعد الاستهلاك وقبل الاستهلاك. جدير بالذكر أن التدوير بعد الاستهلاك هو النوع الأكثر [بحاجة لمصدر] انتشارًا من أنواع التدوير، حيث أن المواد المعاد تدويرها تكون قد عرضت بالفعل بالسوق، ويتم تدويرها أو يعاد تشكيلها في شكل منتج يُطرح في الأسواق مجددًا.
وفقًا لمجلس إعادة تدوير المنسوجات، يخضع 750000 طن من نفايات النسيج كل عام للتدوير (قبل وبعد الاستهلاك) وتصنع إلى مواد خام جديدة تستخدم في صناعة السيارات والأثاث والمراتب والخيوط الخشنة والمفروشات المنزلية، فضلاً عن الورق وغيره من الصناعات. وعلى الرغم من أن هذه الكمية تعادل 75% من نفايات النسيج في الولايات المتحدة، فلا يوجد سوى القليل من الأبحاث حول فائض النسيج في الدول التي تلعب دورًا أكبر في إنتاج النسيج في عالمنا اليوم. ومن بين هذه الدول: الصين، وفيتنام، وتايلاند، والهند، وبنجلاديش.